# Diócesis de Lạng Sơn y Cao Bằng
La diócesis de Lạng Sơn y Cao Bằng (en latín: Dioecesis Langsonen(sis) et Caobangen(sis) y en vietnamita: Giáo phận Lạng Sơn và Cao Bằng) es una circunscripción eclesiástica latina de la Iglesia católica en Vietnam, sufragánea de la arquidiócesis de Hanói. La diócesis tiene al obispo Joseph Chau Ngoc Tri como su ordinario desde el 12 de marzo de 2016. 

## Territorio y organización
La diócesis tiene 18 359 km² y extiende su jurisdicción sobre los fieles católicos de rito latino residentes en las provincias de Lạng Sơn (excepto el distrito de Hữu Lũng), Cao Bằng y una parte de la provincia de Hà Giang en la margen izquierda del río Lô.
La sede de la diócesis se encuentra en la ciudad de Lạng Sơn, en donde se halla la Catedral de San José.
En 2019 en la diócesis existían 25 parroquias.

## Historia
La prefectura apostólica de Lạng Sơn y Cao Bằng fue erigida el 31 de diciembre de 1913 con el decreto Quo spirituales de la Congregación de Propaganda Fide, obteniendo el territorio del vicariato apostólico de Tonkín Septentrional (hoy diócesis de Bắc Ninh).
El 11 de julio de 1939 la prefectura apostólica fue elevada a vicariato apostólico con la bula Libenti animo del papa Pío XII.
El 24 de noviembre de 1960 el vicariato apostólico fue elevado a diócesis con la bula Venerabilium Nostrorum del papa Juan XXIII.

## Estadísticas
De acuerdo al Anuario Pontificio 2020 la diócesis tenía a fines de 2019 un total de 6047 fieles bautizados.
| Año                                                                             | Población            | Población | Población      | Sacerdotes | Sacerdotes    | Sacerdotes    | Bautizados por sacerdote | Diáconos permanentes | Religiosos | Religiosos | Parroquias |
| Año                                                                             | Bautizados católicos | Total     | % de católicos | Total      | Clero secular | Clero regular | Bautizados por sacerdote | Diáconos permanentes | Varones    | Mujeres    | Parroquias |
| ------------------------------------------------------------------------------- | -------------------- | --------- | -------------- | ---------- | ------------- | ------------- | ------------------------ | -------------------- | ---------- | ---------- | ---------- |
| 1950                                                                            | ?                    | ?         | ?              | 21         | 12            | 9             | ?                        |                      |            | 35         | 9          |
| 1963                                                                            | 2500                 | ?         | ?              | 4          | 4             |               | 625                      |                      |            | 7          | 11         |
| 1999                                                                            | 5000                 | 1 700 000 | 0.3            | 9          | 9             |               | 555                      |                      |            | 1          | 13         |
| 2000                                                                            | 5583                 | 1 550 000 | 0.4            | 9          | 9             |               | 620                      |                      |            | 7          | 12         |
| 2001                                                                            | 5670                 | 1 129 400 | 0.5            | 8          | 8             |               | 708                      |                      |            | 8          | 13         |
| 2002                                                                            | 5800                 | 1 150 000 | 0.5            | 2          | 2             |               | 2900                     |                      |            | 7          | 14         |
| 2003                                                                            | 5928                 | 1 159 000 | 0.5            | 3          | 3             |               | 1976                     |                      |            | 8          | 10         |
| 2004                                                                            | 6078                 | 1 153 000 | 0.5            | 4          | 4             |               | 1519                     |                      |            | 7          | 11         |
| 2013                                                                            | 5354                 | 1 787 000 | 0.3            | 15         | 8             | 7             | 356                      |                      | 8          | 33         | 22         |
| 2016                                                                            | 6227                 | 1 787 000 | 0.3            | 22         | 14            | 8             | 283                      |                      | 9          | 45         | 22         |
| 2019                                                                            | 6047                 | 1 783 340 | 0.3            | 42         | 31            | 11            | 143                      |                      | 11         | 48         | 25         |
| Fuente: Catholic-Hierarchy, que a su vez toma los datos del Anuario Pontificio. |                      |           |                |            |               |               |                          |                      |            |            |            |

## Episcopologio
- Bertrando Cothonay, O.P. † (1913-1924 falleció)
- Domenico Maria Maillet, O.P. † (31 de marzo de 1925-1930 falleció)
- Félix Hedde, O.P. † (20 de noviembre de 1931-4 de mayo de 1960 falleció)
- Réginald-André-Paulin-Edmond Jacq, O.P. † (4 de mayo de 1960 por sucesión-24 de noviembre de 1960 renunció)
- Vincent de Paul Pham Van Du † (24 de noviembre de 1960-2 de septiembre de 1998 falleció)
- Joseph Ngô Quang Kiêt (3 de junio de 1999-19 de febrero de 2005 nombrado arzobispo de Hanói)
- Joseph Đăng Đúc Ngân (12 de octubre de 2007-12 de marzo de 2016 nombrado obispo de Đà Nẵng)
- Joseph Chau Ngoc Tri, desde el 12 de marzo de 2016